# Freddy Wybaux
Freddy Wybaux, né à Molenbeek-Saint-Jean (Bruxelles) en 1906 et mort à Liège en 1977, est un sculpteur belge.

## Biographie
Formé aux académies des beaux-arts de Liège et d'Anvers, Freddy Wybaux enseigne à l'École technique de Seraing et à l'Académie des beaux-arts de Liège. Il était l'époux de la peintre Éva Herbiet.

## Œuvres d'art public
- Relief, sur la façade du Palais des Congrès de Liège
- Reliefs, sur la façade de l'immeuble no 50, boulevard Frère-Orban à Liège
- Reliefs, sur la façade du Centre public d'action sociale (CPAS), place Saint-Jacques à Liège
- L'Ange vert[1] au Musée d'art contemporain en plein air du Sart Tilman